# Мейсон, Эдвард Сейджендорф
Эдвард Сейджендорф Мэйсон (англ. Edward Sagendorph Mason; 1899, Клинтон, Айова — 29 февраля 1992) — американский экономист.
Учился в Канзасском университете. Долгое время работал в Гарварде. Президент Американской экономической ассоциации (1962).

## Основные произведения
- «Политика цен и полная занятость» (Price Policies and Full Employment, 1940);
- «Цены, издержки и прибыль» (Prices, Costs and Profits, 1951);
- «Экономическая концентрация и проблема монополии» (Economic Concentration and the Monopoly Problem, 1957).